# Vaniputhur
Vaniputhur é uma panchayat (vila) no distrito de Erode, no estado indiano de Tamil Nadu.

## Demografia
Segundo o censo de 2001, Vaniputhur tinha uma população de 11,935 habitantes. Os indivíduos do sexo masculino constituem 50% da população e os do sexo feminino 50%. Vaniputhur tem uma taxa de literacia de 53%, inferior à média nacional de 59.5%: a literacia no sexo masculino é de 62% e no sexo feminino é de 44%. Em Vaniputhur, 9% da população está abaixo dos 6 anos de idade.